# Arenaria angustifolioides
Arenaria angustifolioides är en nejlikväxtart som beskrevs av Kit Tan och Sorger. Arenaria angustifolioides ingår i släktet narvar, och familjen nejlikväxter. Inga underarter finns listade i Catalogue of Life.